# Ģ
Ģ (hoofdletter) of ģ (kleine letter) (g-cedille) is een letter die wordt gebruikt in het Lets sinds 1908. Ģ vormt de 11e letter in het Letse alfabet. Het is de stemhebbende variant van Ķķ. De ģ wordt als een Engelse g (als in "goal") met een lichte j-klank uitgesproken.

## Uitspraak
- IPA: [ɟ]?
- Audio Ģģⓘ

## Unicode
In Unicode heeft Ģ de code U+0122 (in UTF-8: 0xC4 0xA2) in html: &#290 en ģ de code U+0123 (in UTF-8: 0xC4 0xA1) in html: &#291.